# الزواج الجمهوري

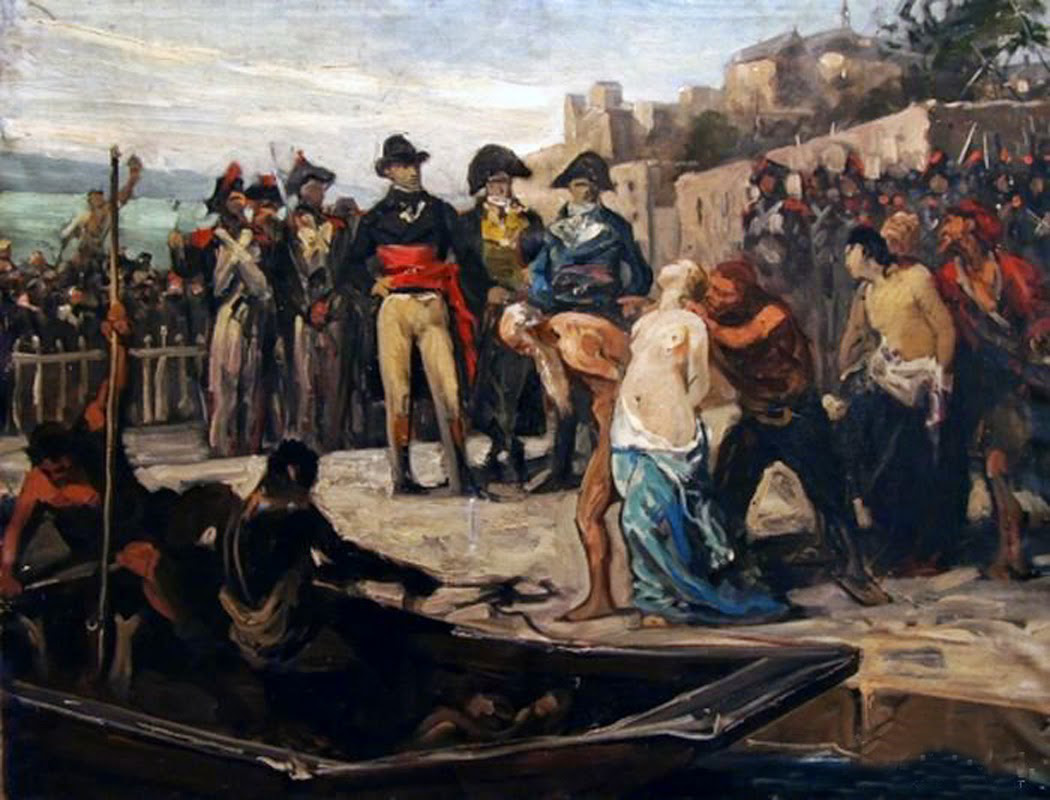

الزواج الجمهوري هو شكل من أشكال الإعدام التي يُزعم وقوعها في نانت أثناء حكم الإرهاب في الثورة الفرنسية. يتضمن ربط رجل وامرأة عاريان معا وإغراقهما.ويُذكر أن تلك الممارسات كانت أثناء حوادث الغرق في نانت بأمر من جان باتيست كاريير الممثل المحلي اليعقوبي لتلك المهمة في الفترة مابين نوفمبر 1793 وحتى يناير 1794 في مدينة نانت. بينما تشير معظم التقارير إلى أن معظم الضحايا غرقوا في نهر لوار, فإن عدد قليل من المصادر يصف وسيلة بديلة لتنفييذ الإعدام؛